# 爱尔兰网格参考系统
爱尔兰网格参考系统（英語：Irish grid reference system）是用于爱尔兰岛（北爱尔兰和爱尔兰共和国）纸质制图的地理网格参考系统。

## 网格字母

爱尔兰网格

爱尔兰领土被划分为25个方格，每个方格面积为100×100千米，用一个字母编号表记。方格编号为A至Z，省略I。其中有7个方格实际上没有覆盖爱尔兰的任何土地：A、E、K、P、U、Y和Z。